# 1054
Cette page concerne l'année 1054  du calendrier julien. Pour l'année 1054 av. J.-C., voir 1054 av. J.-C.
L'année 1054 est une année commune qui commence un samedi.

## Évènements
- 4 juillet : SN 1054, une supernova, est observée près de l'étoile ζ Tauri. L'évènement est noté dans les recueils chinois. Pendant plusieurs semaines, elle reste suffisamment lumineuse pour être visible en plein jour. Elle restera visible la nuit pendant près de deux ans (elle disparaîtra au printemps 1056)[1].
Les vestiges de cette explosion sont observables à l'aide de télescopes: c'est la nébuleuse du Crabe. Un modèle 3D de ces vestiges est visible sur le site du télescope CFHT à Hawaï[2].

- Les Almoravides s’emparent d’Aoudaghost et en chassent les partisans du tounka du Ghana[3]. Ils contrôlent la grande route du commerce de l’or.

- Début du règne de Lý Thánh Tông. Il change le nom de son pays de Đai Cô Viêt en Đại Việt (fin en 1072)[4].

- Toghrul-Beg reçoit l’hommage des seigneurs d'Azerbaïdjan (Tabriz, Gandja, etc.)[5]. Il est tenu en échec par les Byzantins à Manzikert[6].
- Disette en Égypte due à d’insuffisantes crues du Nil ; troubles (1054-1055)[7].

### Europe
- Février : bataille de Mortemer en Normandie. Guillaume le Conquérant vainc Henri Ier de France.
- 20 février : début du règne de Iziaslav Ier, prince de Kiev[8]. Le testament de Iaroslav le Sage écarte Vseslav de Polotsk, son petit-neveu, et Rostislav de Novgorod, son petit-fils qui fomentent des troubles[9].

- Fin avril : ambassade à Constantinople du cardinal Humbert de Moyenmoutier, légat du pape Léon IX (qui meurt entretemps le 19 avril rendant caduque l'ambassade), pour négocier l’alliance antinormande en Italie du Sud. Querelle entre Humbert et Michel Cérulaire sur des sujets mineurs (le débat concerne la juridiction sur certaines églises d’Italie du Sud et l’autorité du patriarche sur les églises latines de Constantinople)[10].

- 22 mai : l'empereur Henri III célèbre la Pentecôte à Quedlinbourg. Par sa médiation, lors d'une assemblée réunie dans cette ville, la Silésie, convoitée par les Tchèques, est rendue à la Pologne moyennant un tribut annuel[11].

- 16 juillet : Michel Cérulaire, patriarche de Constantinople est excommunié à Sainte-Sophie par Humbert de Moyenmoutier[10]. Une émeute populaire éclate, que l’empereur byzantin Constantin IX est incapable de contenir[6]. Il fait fuir les légats du pape (21 juillet)[10]. Michel Cérulaire rassemble un synode qui proclame l’anathème des légats (20 juillet)[6]. Puis l'empereur byzantin fait solennellement brûler la bulle excommuniant son patriarche (24 juillet)[10]. Ces excommunications marquent aujourd'hui symboliquement le début du schisme de 1054, séparation entre l'Église catholique et l'Église orthodoxe, qui devint définitive après le sac de Constantinople lors de la quatrième croisade en 1204. Jusqu'à ce jour, chacune prétend être l'unique Sainte Église Catholique et Apostolique et dénie à l'autre ce titre (bien qu'existent depuis le Concile Vatican II des rapprochements dans le cadre de l'œcuménisme).
- 17 juillet[12] : Henri IV est sacré roi de Germanie à Aix-la-Chapelle.
- 27 juillet : bataille de Dunsinane, près de Perth. Siward de Northumbrie envahit l'Écosse pour appuyer Malcolm Canmore contre Macbeth, qui est vaincu mais se maintient sur le trône jusqu'en 1057[13].

- 25 août : ouverture du dixième concile de Narbonne. Il codifie la trêve et la paix de Dieu et interdit les guerres privées[14]. Il décrète que celui « qui tue un chrétien, verse le sang du Christ »[15],[16]. Le mouvement de paix, né en France du Sud, s’étend à la fin du siècle à l’Espagne, au royaume anglo-normand, à la Germanie et à l’Italie.

- 1er septembre : Ferdinand Ier de Castille triomphe des Navarrais à Atapuerca, près de Burgos et tue leur roi García IV. Son fils Sanche IV devient roi de Navarre (fin de règne en 1076)[17].

- Les Oghouz et les Coumans (Kiptchak ou Polovtses) sont signalés au nord de la mer Noire par les chroniques russes (Dest-i Kiptchak)[5].